# خاخام

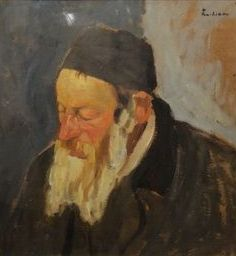
حاخام شهر موینشت اثر اشتفان لوکیان ۱۹۰۹.

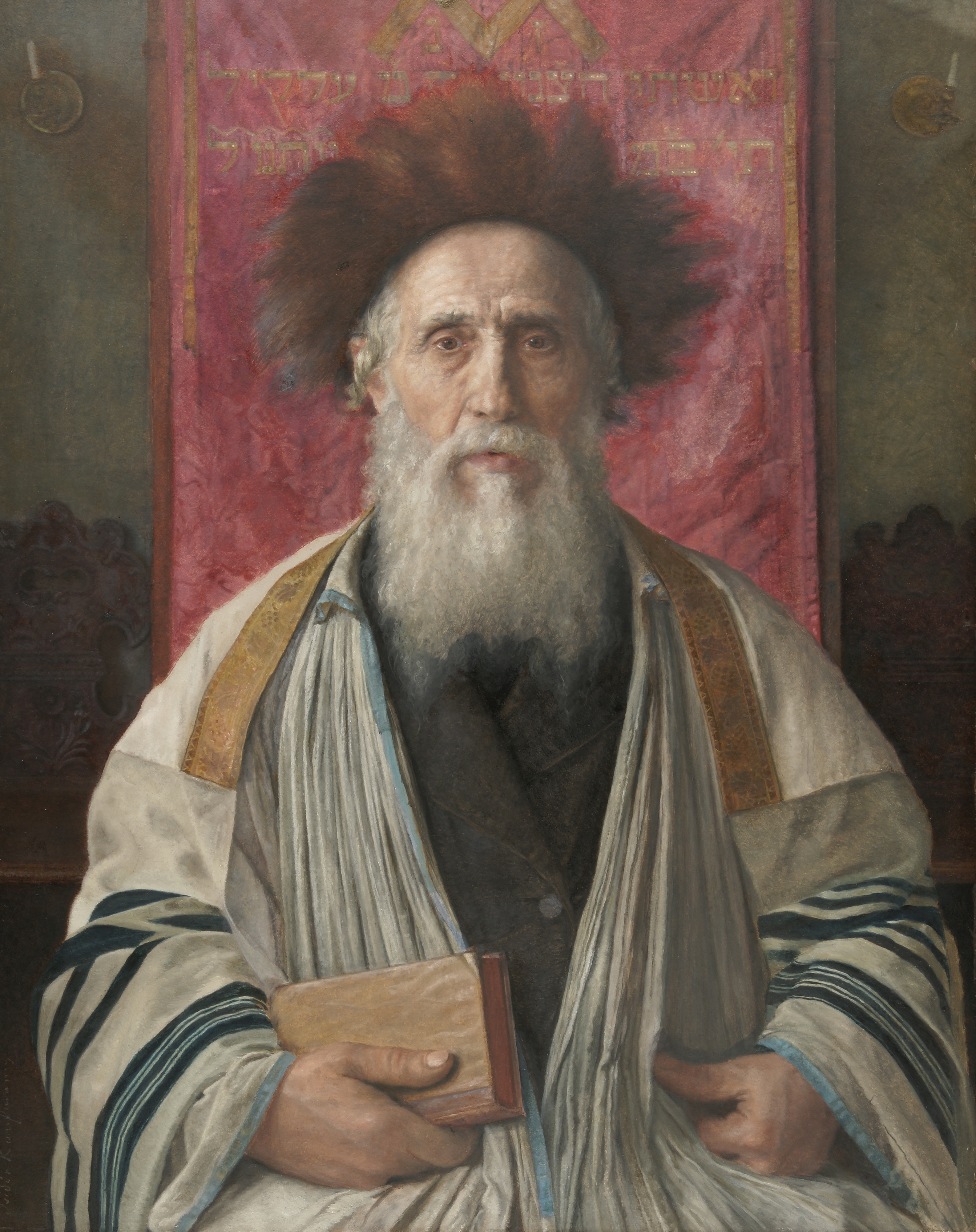
پُرترهٔ یک خاخام، اثر ایسیدور کافمن

حاخام یا خاخام یا حَکَم (به عبری: חכם) ([haham] ()) اصطلاحی در یهودیت به معنای حکیم و عنوانی است که برای پیشوای مذهبی و کسی که استاد تورات است به کار می‌رود.
این لغت به‌طور کلی برای فرد دانا به کار می‌رود حتی اگر آن فرد یهودی نبوده و جنتیل باشد. در تلمود به افراد دانای جنتیل حاخام اموت هاعولم گفته می‌شود.
سفاردی‌ها که در میان عرب‌ها زندگی می‌کردند برای عدم استفاده از لغت ربی که در عربی به معنی پروردگار من است واژه حاخام را به کار می بردند.
حاخام در اصل واژه‌ای عبری و هم‌ریشه با «حکیم» در عربی است و به کسی گفته می‌شود که دانش کاملی از تورات دارد به عبارتی دیگر در دین یهود٬ حاخام، خاخام یا حاکام یعنی معلم تورات و این واژه اولین‌بار در سنهدرین آورده شده‌است. تلفظ خ به جای ک در زبان عبری که از قدیم‌الایام متون مقدسه یهود به این زبان بوده‌است.

## تاریخچه
از دوره وجود سنهدرین واژه حاخام در متون یهودی یافت می‌شود. به‌طور کامل مشخص نیست که وظیفه حاخام دقیقاً در آن زمان چه بوده‌است ولیکن حاخام فردی بوده‌است که پاسخ‌دهنده سئوال‌های شرعی بوده است. بعضی متون یهودی به این مساله اشاره می‌کنند که احتمالاً حاخام رئیس مدرسه شرعی یهودی، بیت هامیدراش بوده‌است.
فرانکل معتقد است که یوشع بن حنانیه اولین حاخام بوده‌است. یک متن یهودی از قرن چهارم میلادی در مورد اتیکت ورود حاخام به مجلس صحبت می‌کند. مشخص نیست که آیا حاخام در بابل در حضور راس جالوت وجود داشته‌است یا خیر.
لغت حاخام در تلمود معمولاً به صورت جمع به شکل حاخامیم به کار می‌رود. معادل این کلمه در صورت استفاده از ربی به جای حاخام ربانان است.

## در کشورهای اسلامی
در کشورهای اسلامی یهودیان که می‌دانستند استفاده از لغت ربی ممکن است به دلیل معنی در زبان عربی مشکل‌ساز شود از لغت حاخام به‌طور مترادف با لغت ربی استفاده می‌کردند. در امپراتوری عثمانی ربی اعظم، خاخام‌باشی نام داشت.

## در بینقرائیم
یهودیت قرائیم که اعتقادی به نیاز به واسطه بین انسان و تورات ندارد و معتقد است هر فردی می‌تواند به فهم تورات بپردازد از لغت حاخام برای فردی که دانش زیادی در تورات داشته باشد استفاده می‌کند. در یهودیت قرائیم حاخام دارای قدرت خاصی نیست و مقام او تنها مقام مشاوره است.